# Richey (Montana)
Richey es un pueblo ubicado en el condado de Dawson, Montana, Estados Unidos. Tiene una población estimada, a mediados de 2021, de 165 habitantes.

## Geografía
La localidad está ubicada en las coordenadas 47°38′38″N 105°4′11″O / 47.64389, -105.06972 (47.643903, -105.069598). Según la Oficina del Censo de los Estados Unidos, tiene una superficie total de 0.67 km², correspondientes en su totalidad a tierra firme.

## Demografía
Según el censo de 2020, en ese momento había 164 personas residiendo en Richey. La densidad de población era de 244.78 hab./km². El 95.73% de los habitantes eran blancos, el 0.61% era afroamericano, el 0.61% era asiático, el 1.22% eran de otras razas y el 1.83% eran de una mezcla de razas. Del total de la población, el 1.22% eran hispanos o latinos de cualquier raza.